# Varkaus
Varkaus est une ville du centre-est de la Finlande, au sud de la région de Savonie du Nord.
À noter que le nom de la ville signifie vol en finnois, bien qu'elle ne soit pas sujette à plus de délits que les autres villes du pays. En fait, Varkaus signifiait aussi détroit en ancien finnois, et la ville a été fondée au milieu d'un labyrinthe de lacs…

## Histoire
La première mention du lieu intervient en 1323 lors du traité de Nöteborg. Une des bornes frontières entre la Suède et Novgorod se situe à proximité de la ville actuelle. Un petit village grandit à partir du XVe siècle, qui manque de peu de devenir ville à la fin du XVIIIe siècle, mais c'est Kuopio qui est choisie à la place par le roi de Suède.
Le village connaît son décollage à la fin du XIXe siècle quand s'y installent d'importantes usines de pâte à papier. Aujourd'hui, Stora Enso reste de très loin le principal employeur avec une énorme usine à proximité du centre-ville. La ville souffre actuellement de la crise des industries traditionnelles qui ont fait sa richesse et peine à développer d'autres activités.
Le 1er janvier 2005, la superficie de la ville a été multipliée par 6 avec le rattachement de la municipalité rurale de Kangaslampi.

## Géographie
Construite en plein cœur de la région des lacs, la commune est dominée par l'eau, omniprésente.
La ville de Varkaus est notamment construite à l'endroit où le lac Unnukka se déverse dans le lac Haukivesi.
La commune est bordée par les municipalités de Heinävesi au nord-est, Enonkoski et Savonlinna au sud-est, Rantasalmi et Joroinen au sud (toutes en Savonie du Sud), et enfin Leppävirta au nord.

## Démographie
Depuis 1980, l'évolution démographique de Varkaus est la suivante:
| Année      | 1980   | 1985   | 1990   | 1995   | 2000   | 2005   | 2010   |
| ---------- | ------ | ------ | ------ | ------ | ------ | ------ | ------ |
| population | 26 554 | 26 714 | 26 428 | 25 930 | 24 890 | 23 946 | 22 777 |

| Année      | 2015   | 2020   |
| ---------- | ------ | ------ |
| population | 21 638 | 20 392 |

## Transports

### Routiers
La ville est située au croisement de la route nationale 5 (Heinola-Kuopio-Sodankylä) et de la route nationale 23 (Hankasalmi-Joensuu).
Elle est aussi desservie par la seututie 453 (Pieksämäki–Jäppilä–Varkaus).

### Ferroviaires
La gare ferroviaire de Varkaus est bien reliée au réseau ferroviaire de Finlande.
Le petit aéroport de Varkaus a accueilli 6 759 passagers en 2013.

### Lacustres
La ville abrite le canal d'Alajärvi, le canal de Piensaari (fi), le canal de Pitkälänniemi (fi), le canal de Pussilantaipale (fi) et le canal de Taipale.

## Économie

### Principales entreprises
En 2021, les principales entreprises de Salo par chiffre d'affaires sont :
| Société                      | C.A.  |
| ---------------------------- | ----- |
| Aikawa Fiber Technologies Oy | 36 M€ |
| Andritz Warkaus Works Oy     | 22 M€ |
| Sahala Works Oy              | 20 M€ |
| SSG Sahala Oy                | 16 M€ |
| Riikinvoima Oy               | 16 M€ |
| Auto-Jeni Oy, Varkaus        | 13 M€ |
| Varkauden Aluelämpö Oy       | 12 M€ |
| Nordic Power Service Oy      | 12 M€ |
| Varkauden Autokari Oy        | 12 M€ |
| K-Citymarket Varkaus         | 11 M€ |

### Employeurs
En 2021, les plus importants employeurs privés de Salo sont:
| Employeur                       | Employés |
| ------------------------------- | -------- |
| SSG Sahala Oy                   | 184      |
| Aikawa Fiber Technologies Oy    | 156      |
| Call Waves Solutions Finland Oy | 139      |
| Savopak Oy                      | 108      |
| Andritz Warkaus Works Oy        | 85       |
| Soisalon Liikenne Oy            | 65       |
| NPS Power Oy                    | 65       |
| Sahala Works Oy                 | 65       |
| Bp Asennus Oy                   | 62       |
| Kurko-Koponen Oy                | 45       |

## Jumelages
| Ville | Ville               | Pays | Pays      | Période     |
| ----- | ------------------- | ---- | --------- | ----------- |
|       | Lu'an               |      | Chine     |             |
|       | Nakskov             |      | Danemark  |             |
|       | Petrozavodsk        |      | Russie    | depuis 1975 |
|       | Pirna               |      | Allemagne | depuis 1961 |
|       | Rjukan              |      | Norvège   |             |
|       | Rüsselsheim am Main |      | Allemagne | depuis 1979 |
|       | Sandviken           |      | Suède     |             |
|       | Zalaegerszeg        |      | Hongrie   |             |

## Galerie

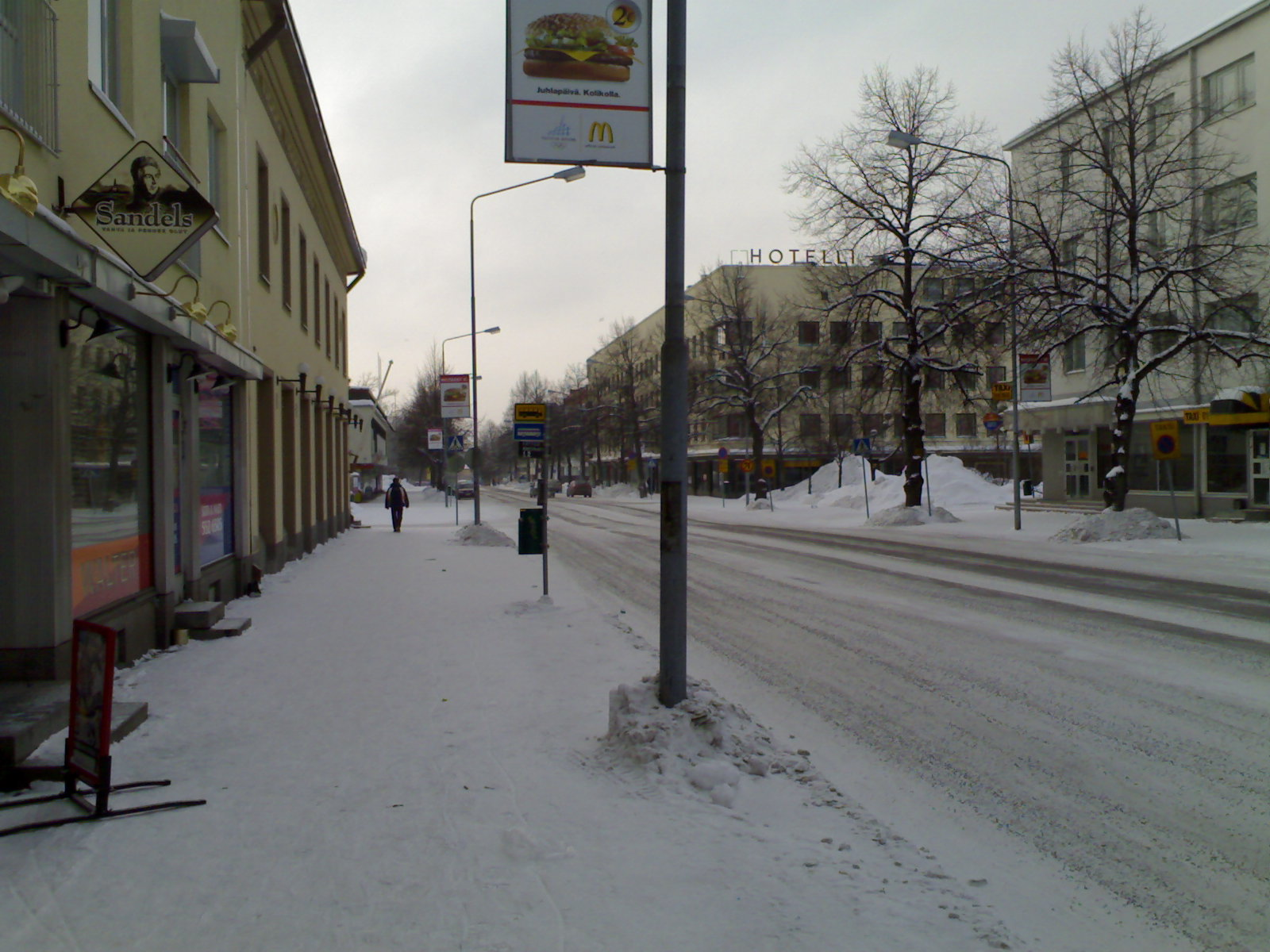
Rue Ahlströminkatu.
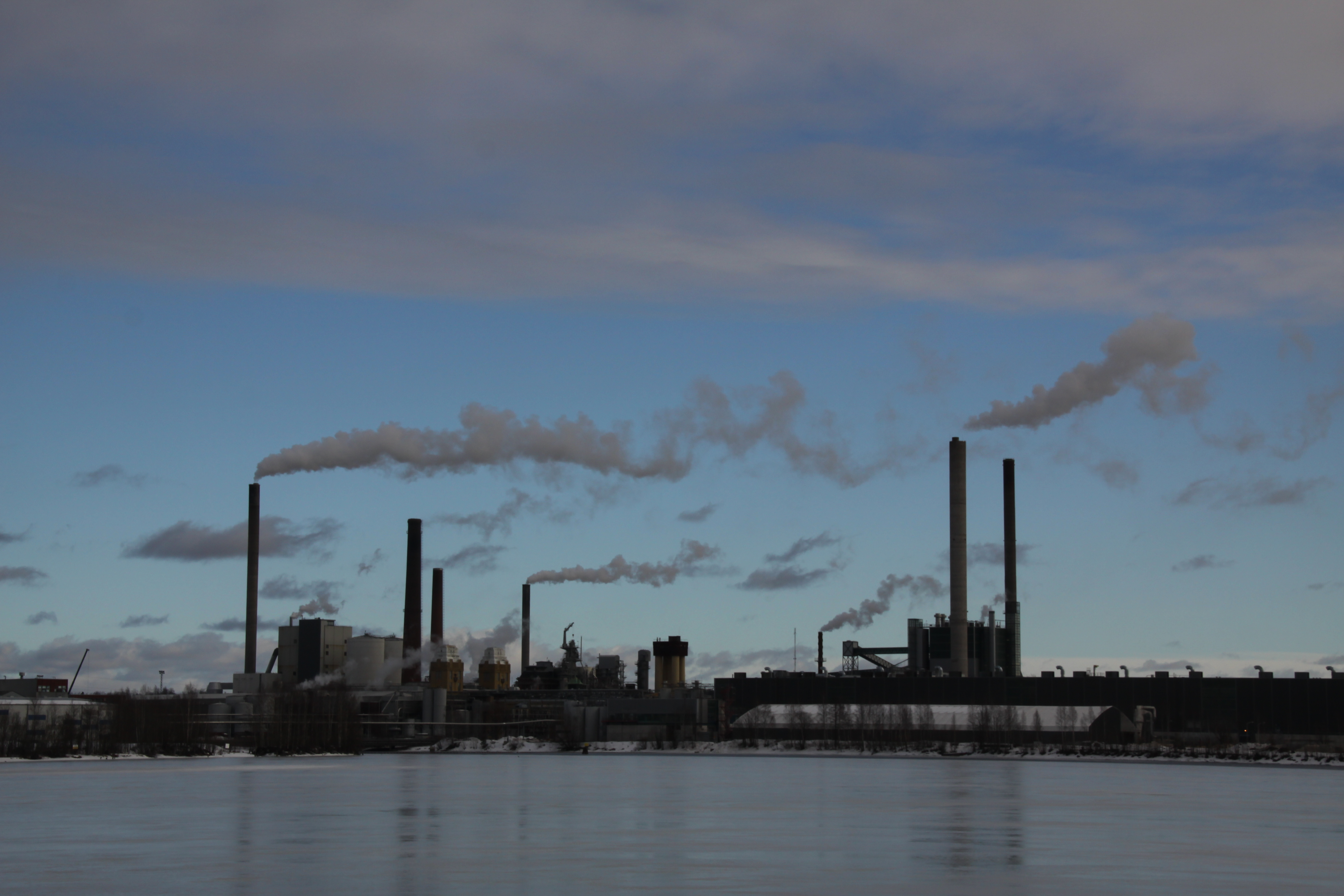
Papeterie Stora Enso.
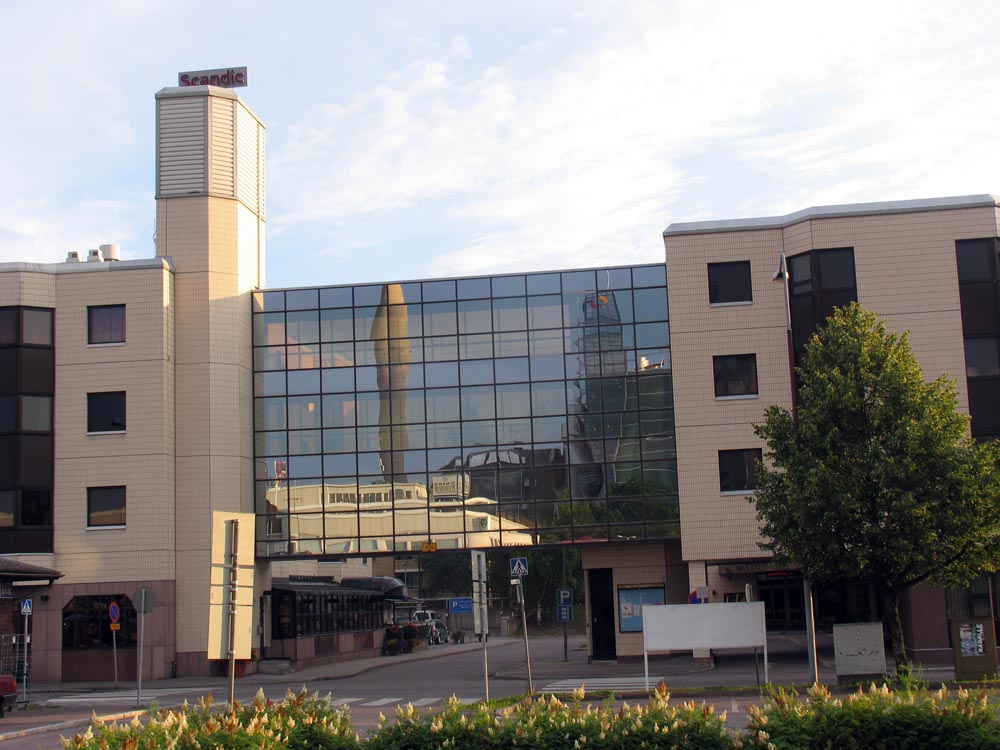
L'hôtel Oscar.
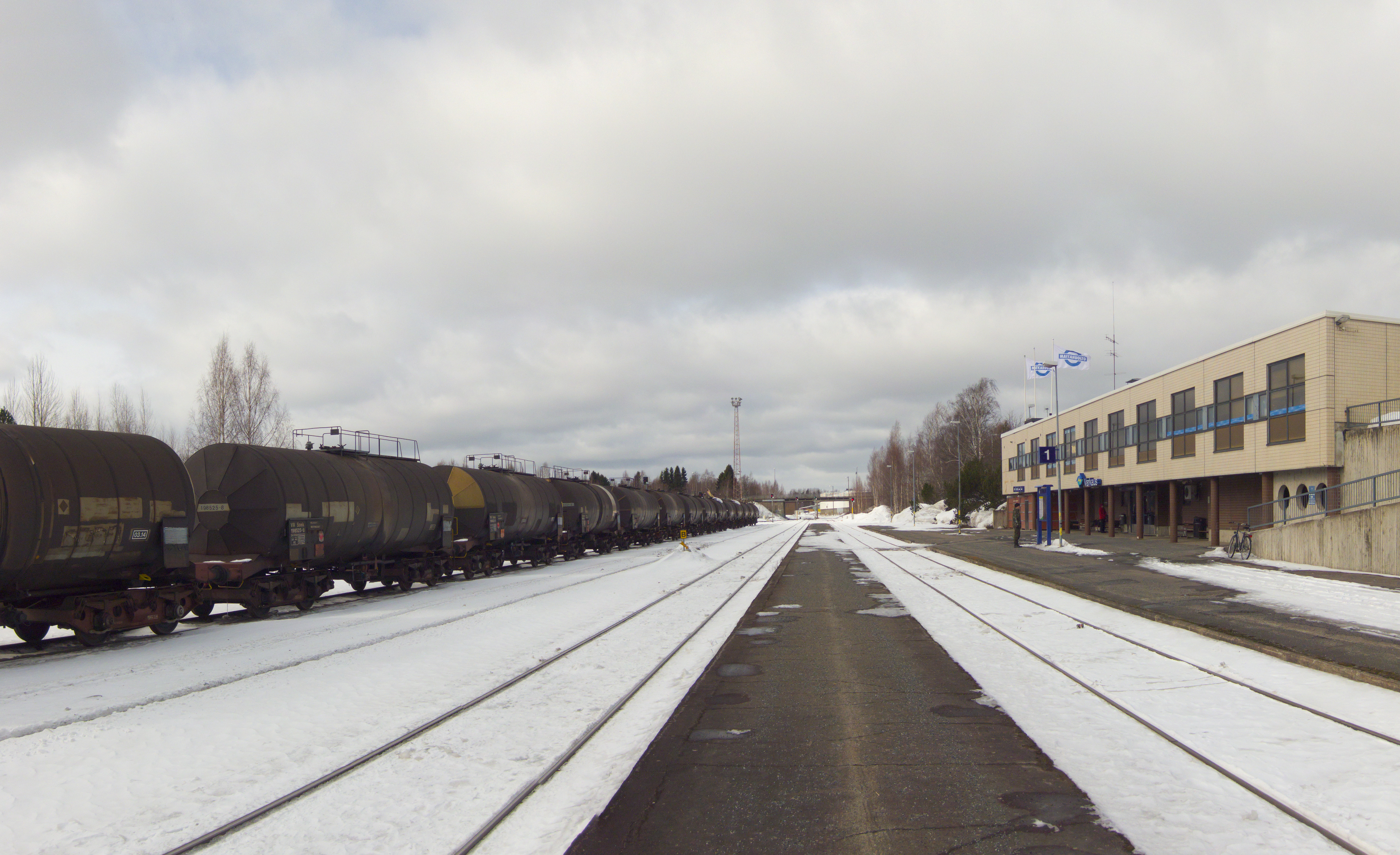
Gare de Varkaus.
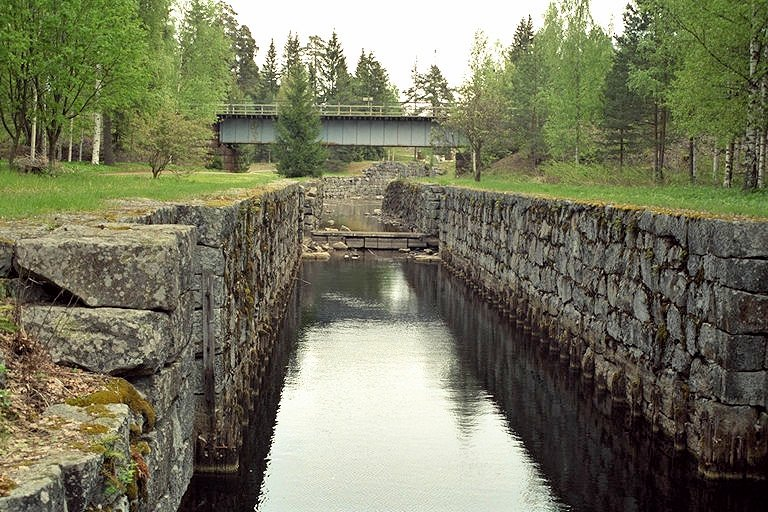
Canal-musée de Taipale.
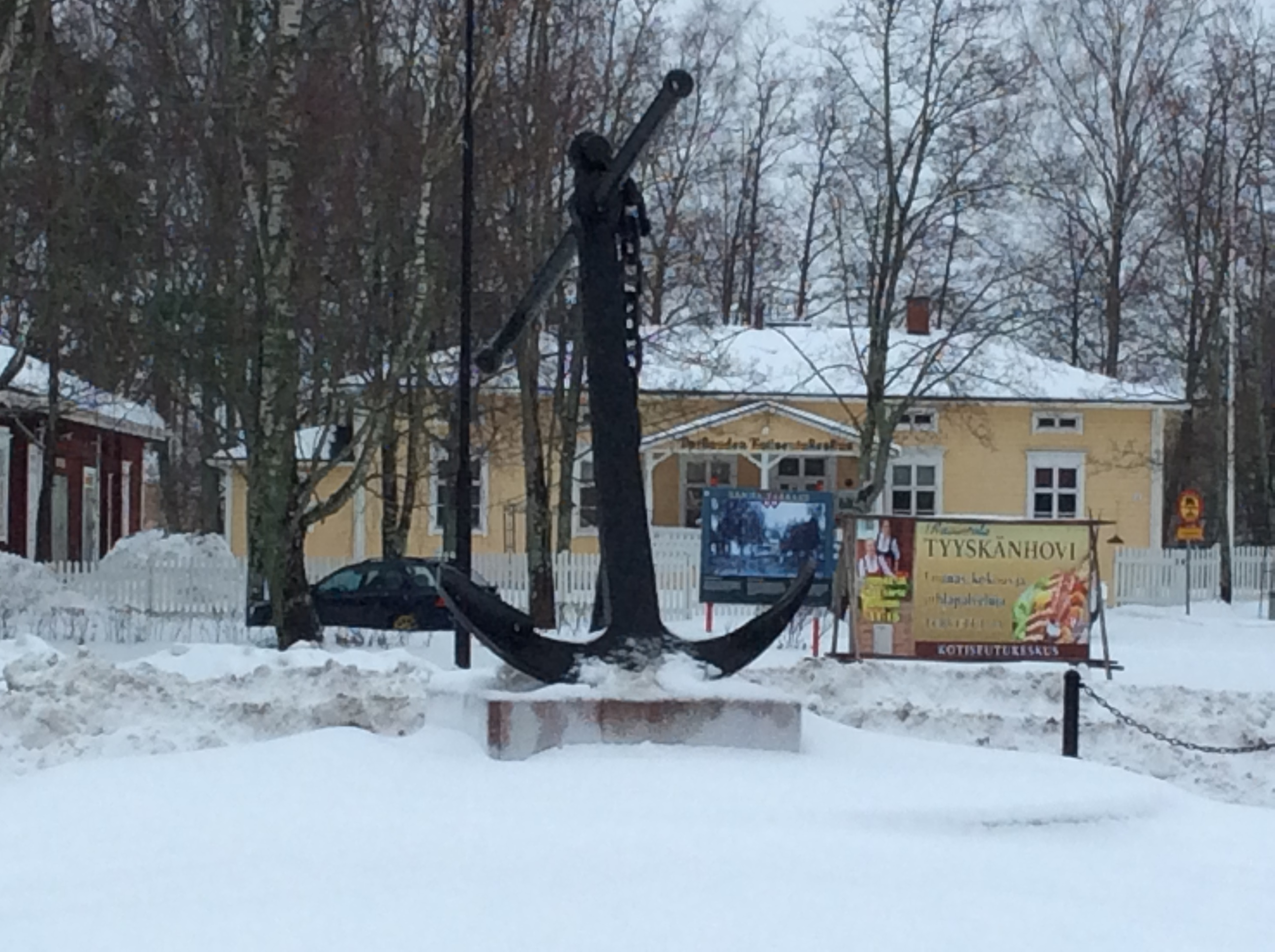
Ancre près de la mairie de Varkaus.
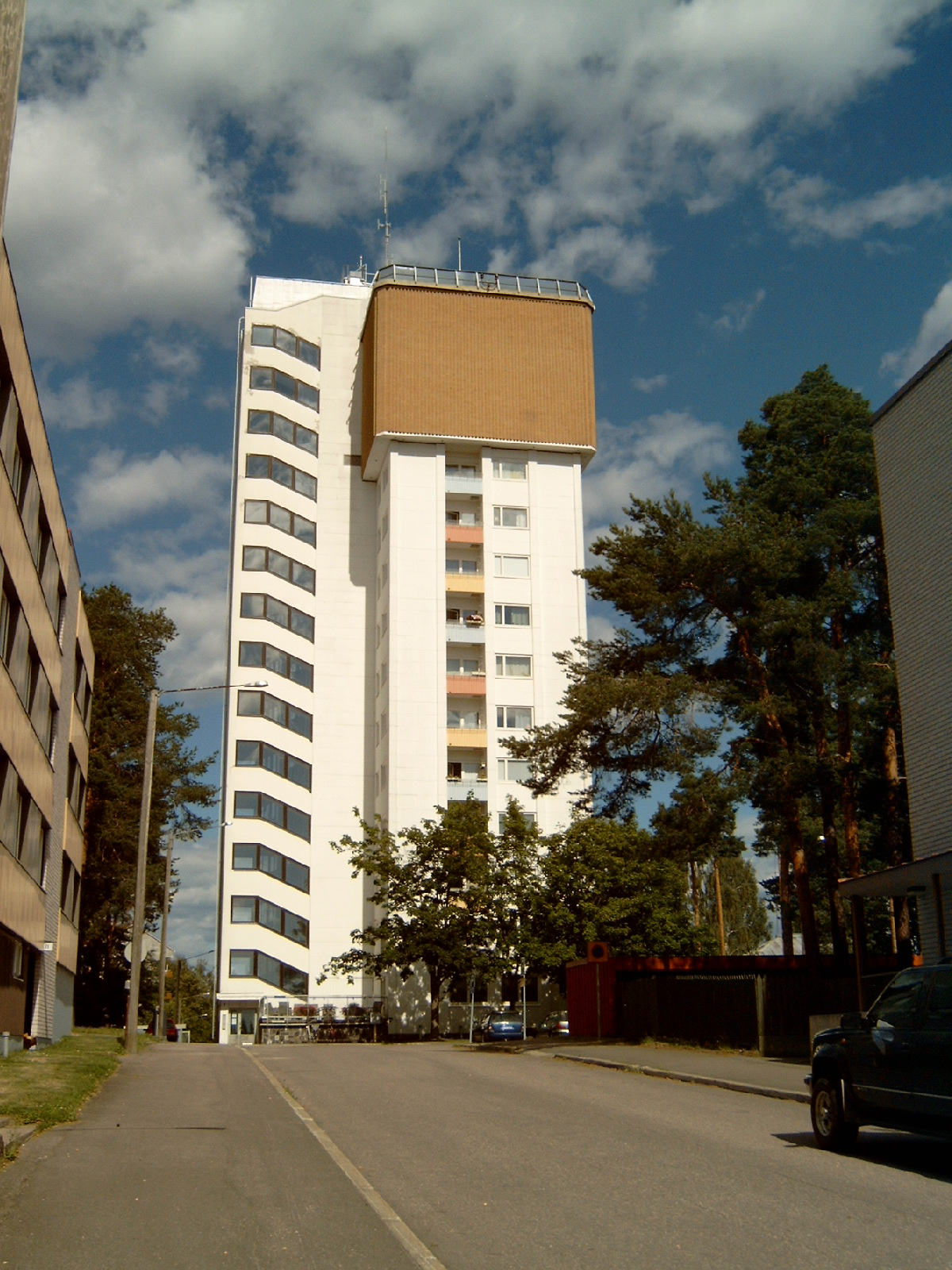
Château d'eau de Varkaus.
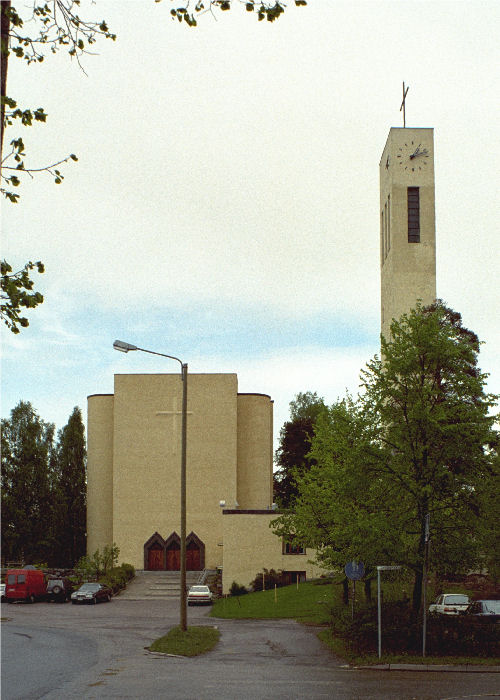
Église principale de Varkaus.